# Manouria
Genre
Synonymes
- Teleopus LeConte, 1854
- Scapia Gray, 1869

Manouria est un genre de tortues de la famille des Testudinidae.

## Répartition
Les deux espèces de ce genre se rencontrent :
- au Bangladesh ;
- au Cambodge ;
- en Chine dans les provinces du Hainan du Guangxi et du Yunnan ;
- en Inde dans les États d'Assam, du Meghalaya, du Mizoram et du Nagaland ;
- en Malaisie ;
- au Myanmar ;
- au Laos ;
- au Viêt Nam ;
- en Thaïlande ;
- en Indonésie à Sumatra et au Kalimantan.

## Liste des espèces
Selon TFTSG (27 juin 2011) :
- Manouria emys (Schlegel & Müller, 1840) — Tortue brune
- Manouria impressa (Günther, 1882) — Tortue imprimée

## Publication originale
- Gray, 1854 "1852" : Description of a new genus and some new species of tortoises. Proceedings of the Zoological Society of London, vol. 1852, p. 133–135 (texte intégral).